# Молвино (станция, Ульяновская область)
Молвино — станция в Тереньгульском районе Ульяновской области в составе Теренгульского городского поселения.

## География
Находится на железнодорожной линии Ульяновск-Сызрань на расстоянии примерно 9 километров к северу от районного центра поселка Тереньга.

## История
Основана в 1942 году, как ж/д станция на линии Волжской рокады.

## Население
Население составляло 297 человек (77 % русские) в 2002 году, 244 по переписи 2010 года.

## Инфраструктура
Железнодорожный вокзал, школа, магазин, медпункт, дом культуры, детсад, лесничество, нефтебаза, оптово-торговая база, филиал Тереньгульского АО «Агропромснаб», хлебоприемный пункт.